# Pessah Bar Adon
Pessah Bar Adon (hébreu : פסח בר אדון ; né Pessah Panitsch en 1907 et mort en 1985) est un archéologue et écrivain israélien. Il a été actif dans la Hagana et a travaillé au sein du Yishouv à l'Aliyah Bet.

## Biographie
Bar Adon est né dans la ville polonaise de Kolno au sein d'une famille juive orthodoxe sioniste. Il a trois frères et deux sœurs. Il étudie à l'école Tahkemoni, à la yeshiva de Novardok et à Vilna. Il émigre en terre d'Israël en 1925 où il travaille à la construction de routes. Parallèlement, il étudie l'orientalisme scientifique et la judaïsme à l'université hébraïque de Jérusalem.
Pendant une période, il s'installe avec des Bédouins à Amman, puis dans la vallée de Beït Shéan. Son objectif est de comprendre pourquoi presque tous les dirigeants israélites étaient à l'origine des bergers. À cette époque, il s'habille en bédouin et se fait appeler Aziz Efendi.
Lors des émeutes de 1929 et de la grande révolte arabe de 1936-1939 en Palestine mandataire, il est actif dans la Hagana où il participe à la protection des quartiers de Yemin Moshe et de Nahalaot à Jérusalem, où il fait connaissance de la famille de Rehavam Zeevi, et à celles des villages du nord. Il travaille ensuite à l'Aliyah Bet.